# Beuné (Burkina Faso)
Pour les articles homonymes, voir Beuné.
Beuné est une commune rurale située dans le département de Tô de la province de Sissili dans la région du Centre-Ouest au Burkina Faso.

## Éducation et santé
La commune accueille un centre de santé et de protection sociale (CSPS).